# Whataburger

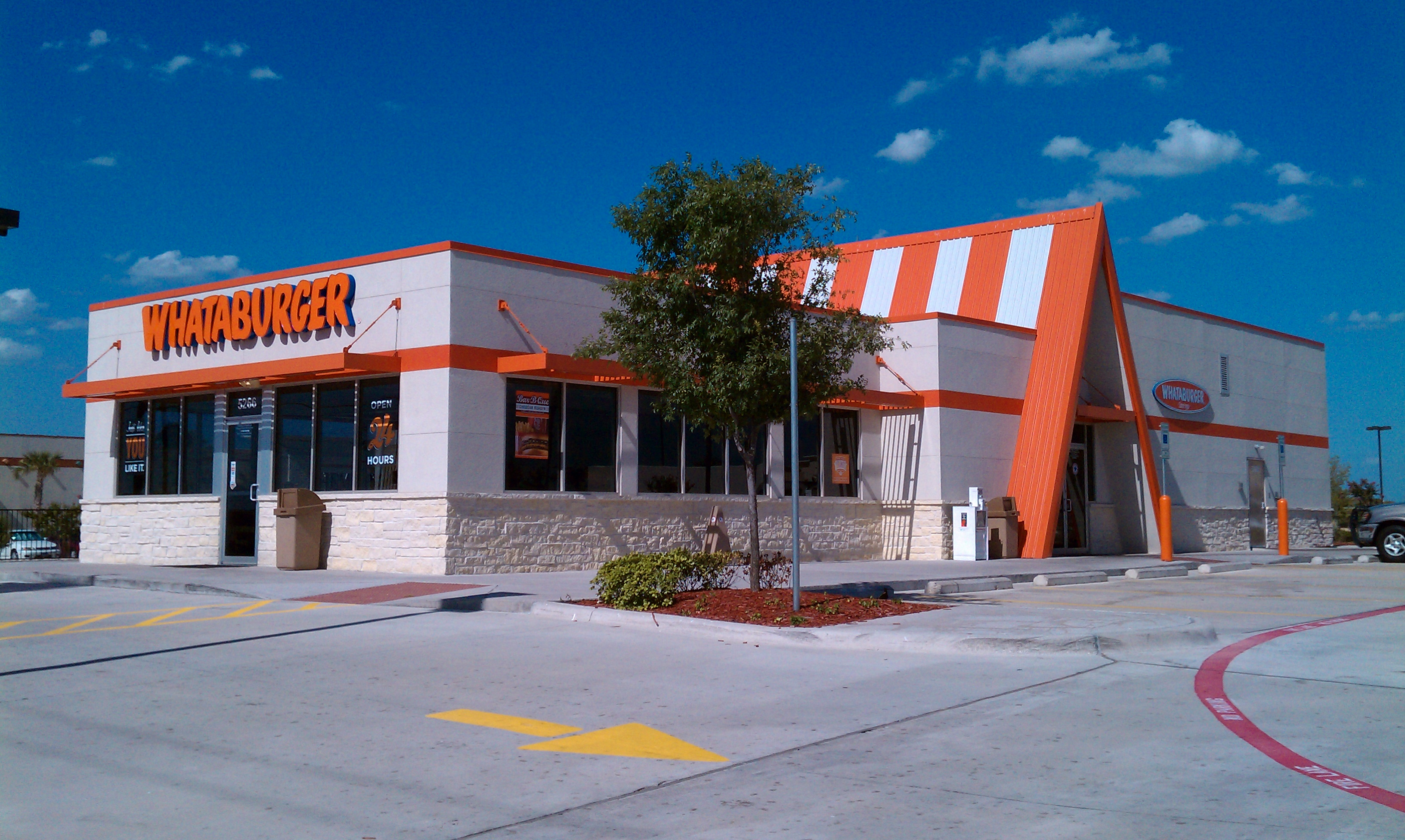
の店舗（テキサス州、フリスコ）

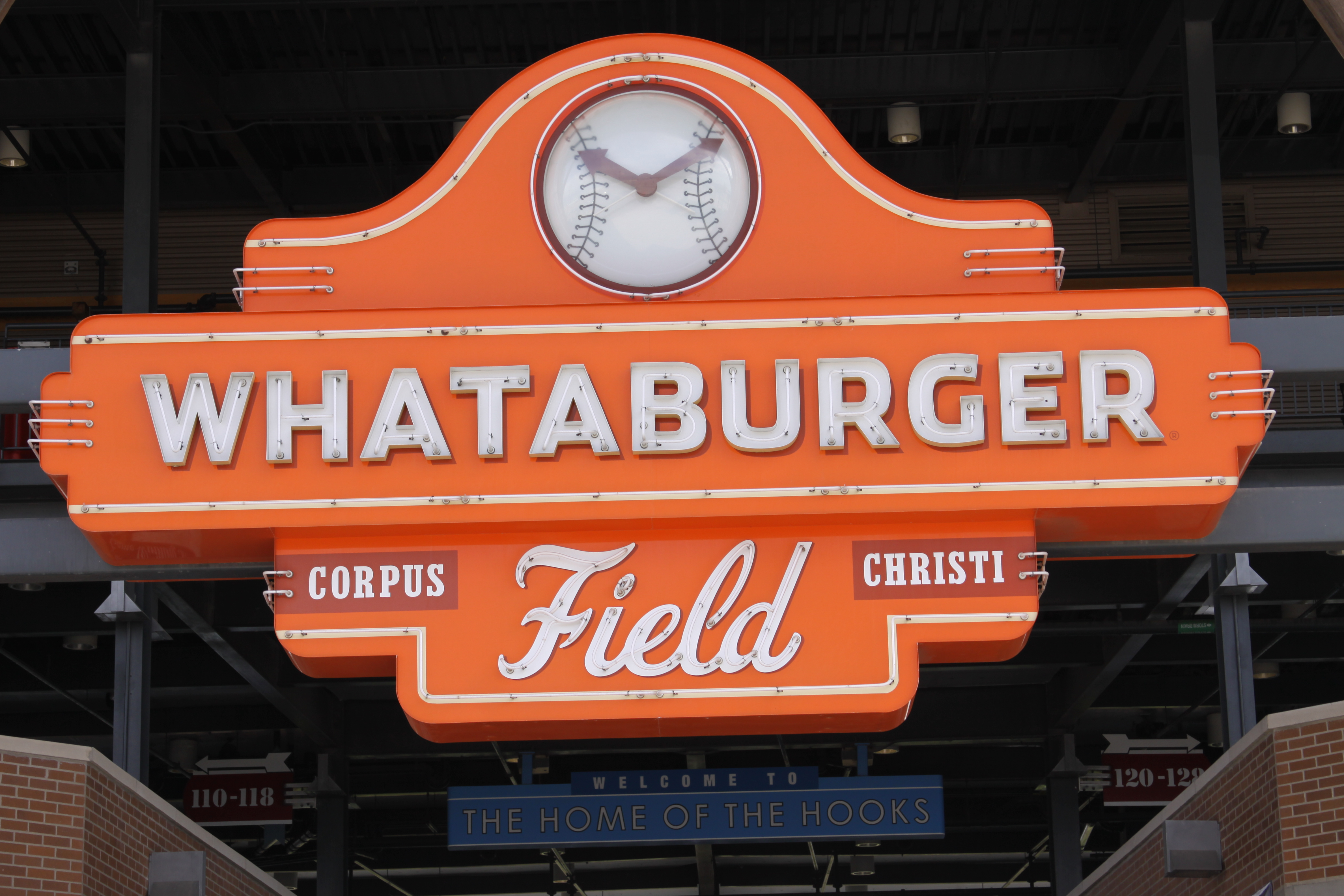
Whataburger

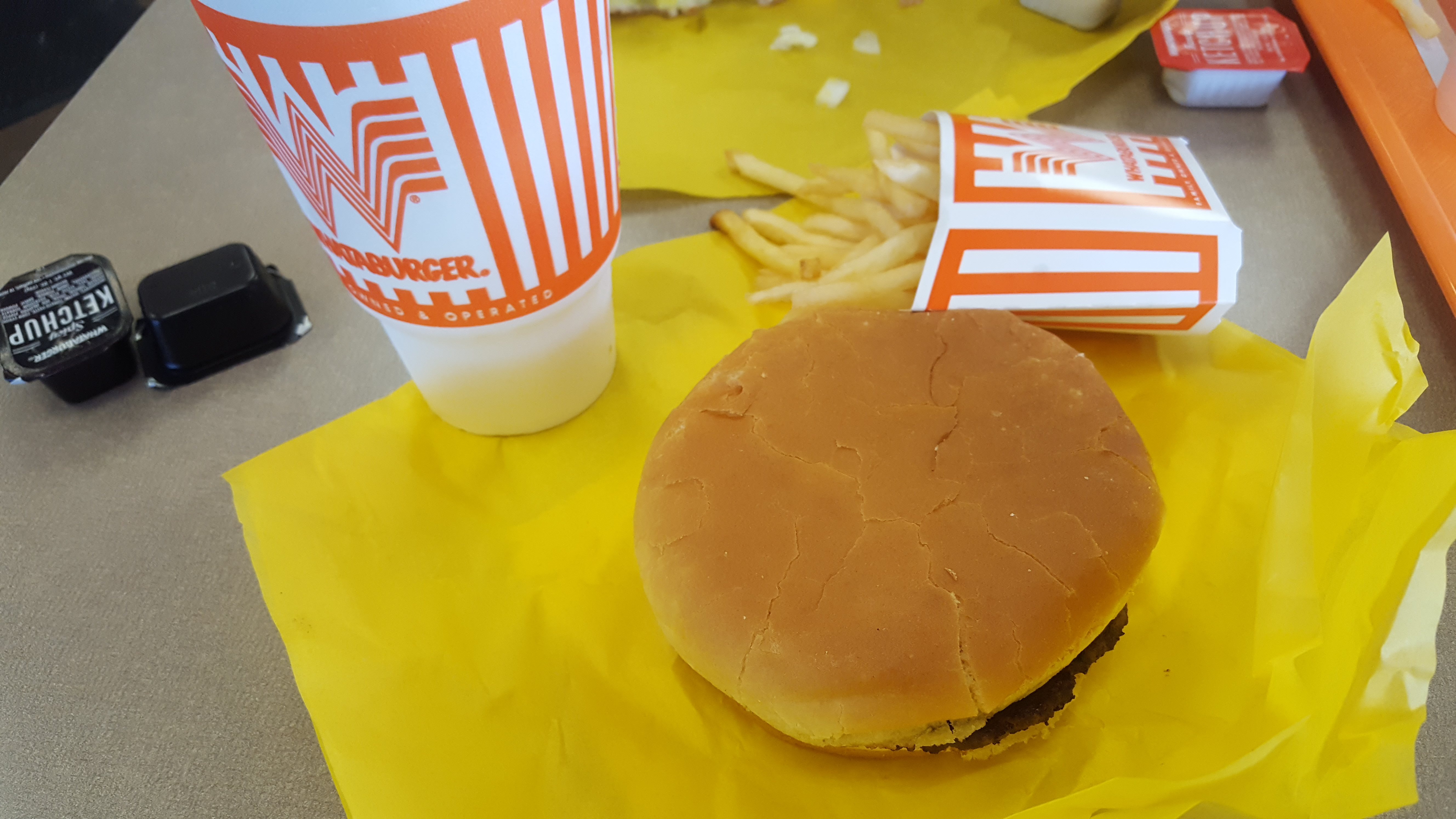
A hamburger, french fries, and a soft drink at a Whataburger in College Station, Texas

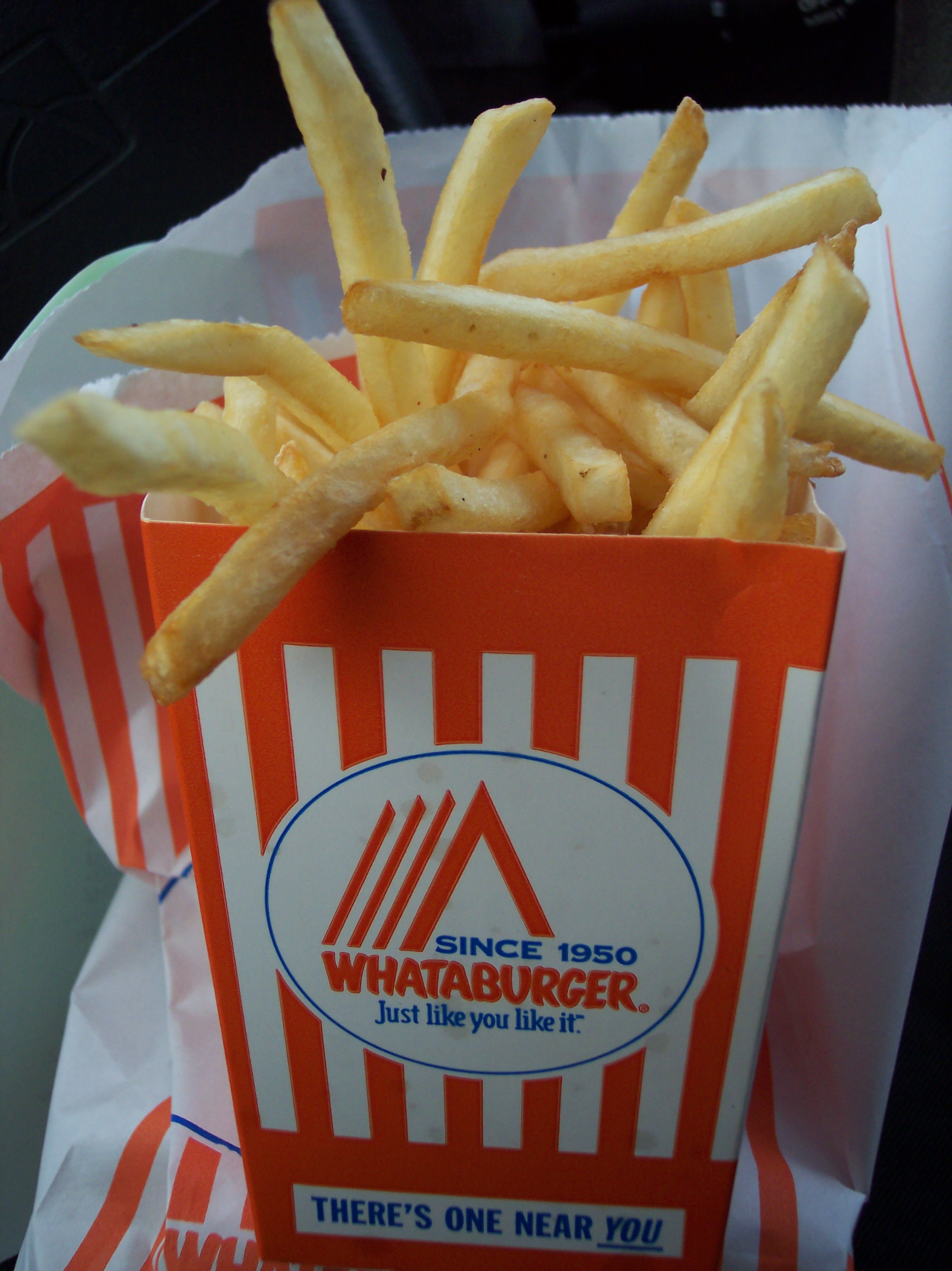
Whataburger

Whataburger（ワッタバーガー）は、アメリカ合衆国、テキサス州、サンアントニオに本社を置き、ハンバーガーを主力としたファストフードチェーンである。創業者はハーモン・ドブソン (Harmon Dobson) とポール・バートン (Paul Burton) で、1950年、コーパスクリスティに第1号店を開店させた。チェーンはドブソン一家によって経営され、25のフランチャイズ業者が Whataburger に加盟している。
2017年4月時点で、アメリカ合衆国南西・南東部に809の店舗を開店している。
Whataburgerは、Aの字をした、オレンジ色と白色の縞で彩られた屋根の店舗が、Whataburger を象徴づけるものとして知られてきた。この特徴的な店舗は、オデッサで初めて導入され、今日では歴史的なランドマークとなっている。
Whataburgerの主力商品には、“Whataburger”、“Whataburger Jr.”, “Justaburger”, “Whatacatch”（フィッシュ・サンドイッチ）, “Whatachick'n” があり、朝食メニューも用意されている。